# Paul & Shark
Paul & Shark er et italiensk tøjmærke fra 1921 startet i en lille middelalderby i Manasgo tæt ved Milano. Firmaets logo er en haj.